# Pavel Fëdorovič Čeliščev
Pavel Fëdorovič Čeliščev (in russo Па́вел Фёдорович Чели́щев?; Dubrovka, 3 ottobre 1898 – Grottaferrata, 31 luglio 1957) è stato un pittore, costumista e scenografo russo naturalizzato statunitense.

## Biografia
Čeliščev nacque in una famiglia aristocratica nel Duminičskij rajon e dovette lasciare il Paese dopo la Rivoluzione russa. Studiò all'Università nazionale accademia Mogila di Kiev sotto la supervisione di Aleksandra Aleksandrovna Ėkster e dopo aver conseguito la laurea cominciò a lavorare come scenografo a Odessa e Berlino nei primissimi anni 20.
Nel 1923 si trasferì a Parigi insieme all'amante, il pianista statunitense Allen Tanner, e qui entrò nel circolo di Gertrude Stein, grazie alla quale conobbe Edith Sitwell, che divenne sua grande amica e posò per lui per sei ritratti. Dopo aver attraversato fasi futuriste e costruttiviste, entrò in un periodo neoromantico. A Parigi conobbe Sergej Pavlovič Djagilev e cominciò a lavorare con lui per Balletti russi insieme a George Balanchine. Fece il suo esordio negli Stati Uniti con una mostra al Museum of Modern Art nel 1930 e quattro anni più tardi si trasferì a New York insieme al suo compagno, lo scrittore Charles Henri Ford. A New York proseguì la sua collaborazione con Balanchine e tra il 1940 e il 1947 realizzò illustrazioni surrealiste per The View.
Pur avendo ottenuto la cittadinanza statunitense nel 1952, viveva stabilmente in Italia dal 1949 e morì a Grottaferrata nel 1957. La sua salma fu riportata a Parigi e sepolta al cimitero di Père-Lachaise.